# Régulo Gaitán
Régulo Gaitán Patiño (Pacho, 8 de agosto de 1901-Bogotá, 11 de abril de 1994) fue un oficial del ejército y político colombiano.
Gaitán ejerció diversos cargos: fue Director de la Policía Nacional, Comandante del Ejército Nacional, Comandante de las Fuerzas Militares, además fue ministro de gobierno en el gobierno de Mariano Ospina Pérez.

## Biografía
Nacido en Pacho (Cundinamarca) el 8 de agosto de 1901, hijo del conservador José Gaitán, siendo Sargento Segundo, ingresó a la Escuela Militar de Cadetes el 1 de febrero de 1921 y egresó quinto en el curso de 1922 como subteniente. Durante la guerra colombo-peruana, siendo Capitán, fue Comandante del Batallón de Cadetes de la Escuela Militar de donde fue trasladado al Batallón No. 18 Juanambú en el vapor Boyacá donde sirvió como Oficial de Detall en Tarapacá. De allí fue trasladado al Comando Superior del Destacamento del Amazonas. 
En junio de 1933 fue trasladado al Batallón Guardia de Honor (hoy Batallón Guardia Presidencial). En noviembre de 1943, siendo Coronel fue nombrado Director de la Escuela Militar de Cadetes General José María Córdoba. En un documento de papel sellado con fecha 11 de abril de 1945, el Coronel Régulo Gaitán Patiño solicita por motivos de índole persona su retiro del servicio, entonces por solicitud propia. Mediante decreto 968 del 17 de abril de 1945 fue retirado del servicio activo. 
A raíz de los acontecimientos del 9 de abril de 1948 en la cual la Policía Nacional, departamental y Municipal se sublevó y se negó en atender los desórdenes, el presidente Mariano Ospina Pérez y el ministro de Gobierno Darío Echandía, Mediante el decreto 1403 del 30 de abril de 1948 ordenaron reorganizar la institución y se dispuso: “El gobierno y el Director General de la Policía Nacional procederán a dar de baja a todo el personal uniformado de la institución.”
El Coronel retirado, Régulo Gaitán fue nombrado Director de la Policía Nacional mediante decreto 1238 del 16 de abril de 1948 de 1948 con instrucciones explícitas de crear una nueva institución. De la Policía Nacional pasó al Ministerio de Gobierno en calidad de Ministro.
Fue ministro de gobierno en 1949, en el gobierno de Mariano Ospina Pérez. Mediante decreto 3527 del 9 de noviembre de 1949 fue llamado al servicio activo y destinado al Estado Mayor General. Mediante decreto 676 del 27 de marzo de 1951 fue ascendido al grado de General. Mediante decreto 1332 del 22 de mayo de 1953 fue ascendido al grado de Teniente General. 
El 13 de junio de 1953 se opuso al golpe de Estado en Colombia de 1953 del Teniente General Gustavo Rojas Pinilla, con el General Mariano Ospina Rodríguez y el Coronel Willy Hollman Restrepo, fue capturado cuando ingresaba al Batallón Caldas. Fue llamado al calificar servicios mediante decreto 1474 del 14 de junio de 1953 disponiendo así su retiro de las Fuerzas Militares.
El oficial fue, a su vez, inspector general de las Fuerzas Militares, jefe de Estado Mayor Conjunto, comandante de la Brigada de Institutos Militares, director de la Escuela Militar de Cadetes, comandante de varios batallones en todo el país y profesor en la Escuela de Cadetes y en la Escuela Superior de Guerra. Participó en comisiones en el exterior: Panamá, Corea del Sur, Estados Unidos y algunos países de Europa. Así mismo, recibió condecoraciones nacionales e internacionales.

### Familia
Estaba casado con María Victoria Dávila Acosta, y fueron los padres de Juan Crisóstomo y Enrique José Gaitán Dávila.

## Homenajes
Un batallón del Ejército Nacional lleva su nombre.